# 찰스 디나렐로
찰스 디나렐로 (Charles Dinarello)는 미국의 의학자이다.
콜로라도 대학교 의과대학의 의과 교수이며, 염증성 사이토카인 단백질 (inflammatory cytokines), 특히 인터루킨 (Interleukin) 연구로 알려져있다.